# Karl Eibl (Germanist)
Karl Eibl (* 28. Januar 1940; † 18. Februar 2014 in Gröbenzell) war ein deutscher Literaturwissenschaftler.

## Leben und Werk
Eibl promovierte 1967 bei Ingrid Strohschneider-Kohrs in Bochum über die Sprachkritik im Werk von Gustav Sack. 1973 wurde er Ordentlicher Professor für Neuere deutsche Literatur an der Universität Trier. 1990 wurde er nach München berufen. Seit 2008 war er emeritiert.
In den methodologischen Debatten der Literaturwissenschaften während der 1970er Jahre trat Eibl in Anlehnung an Karl Poppers Logik der Forschung (1934) für eine „kritisch-rationale“, erklärend vorgehende Literaturwissenschaft ein. In zahlreichen Aufsätzen und zusammenfassend in seiner Monographie Die Entstehung der Poesie von 1995 führte er dieses Programm in die Praxis, die in erster Linie in einer evolutionsbiologisch und ethologisch argumentierenden Erforschung der Grundlagen menschlichen Kunstverhaltens und einer sozialgeschichtlichen Erklärung kulturellen Wandels bestand. Der biologische Ansatz wurde in seinem Buch Animal poeta (2004) erneut aufgegriffen und um neuere Ansätze der Soziobiologie und der Evolutionären Psychologie erweitert. Auch bezüglich der traditionellen philologischen Methoden zeigte er sich als streitbarer Vertreter einer empirisch ausgerichteten Literaturwissenschaft und lieferte sich 1985 eine Diskussion mit seinem Tübinger Kollegen Jochen Schmidt im Jahrbuch der deutschen Schillergesellschaft.
Neben diesen programmatischen Initiativen trat Eibl durch zahlreiche Einzelstudien zur Literatur der Aufklärung, der Goethezeit und des 19. und frühen 20. Jahrhunderts hervor. Er publizierte insbesondere zu den Autoren Gotthold Ephraim Lessing, Johann Wolfgang Goethe, Friedrich Hölderlin, Johann Nestroy, Franz Grillparzer und Robert Musil. In der Goethe-Ausgabe des Deutschen Klassiker Verlags gab er die Gedichtbände heraus, die seitdem als führende Ausgabe der Goethe-Gedichte gelten. In der Editionsphilologie machte er sich außerdem durch frühe Experimente mit elektronischen Editionen auf CD-ROM bemerkbar. Schon 1992 gab er zusammen mit anderen Musils literarischen Nachlass als CD heraus. 1998 folgte eine elektronische Ausgabe der Werke des jungen Goethe mit umfangreichem Material und Kontextinformationen. 1999 war er Mitbegründer des Jahrbuchs für Computerphilologie.
Karl Eibl war bis zu seinem Tod mit seiner Frau Anje Eibl, geborene Heidenreich, Schwester des Schriftstellers und Journalisten Gert Heidenreich verheiratet.

## Wichtige Schriften und Editionen
- Die Sprachskepsis im Werk Gustav Sacks. Wilhelm Fink Verlag, München 1970.
- Kritisch-rationale Literaturwissenschaft. Grundlagen zur erklärenden Literaturgeschichte. Wilhelm Fink Verlag, München 1976 (= UTB. Band 583), ISBN 3-7705-1370-3.
- Das Realismus-Argument. Zur literaturpolitischen Funktion eines fragwürdigen Begriffs. In: Poetica. Band 15, 1983, S. 314–328.
- Johann Wolfgang Goethe: Gedichte. 2 Bde. Deutscher Klassiker Verlag, Frankfurt am Main 1987/1988.
- Zurück zu Darwin. Bausteine zur historischen Funktionsbestimmung von Dichtung. In: Michael Titzmann (Hg.): Modelle des literarischen  Strukturwandels. Max Niemeyer Verlag, Tübingen 1991, S. 374–366.
- Robert Musil: Der literarische Nachlaß. CD-ROM-Edition. Hrsg. von Friedbert Aspetsberger, Karl Eibl und Adolf Frisé. Rowohlt Verlag, Reinbek bei Hamburg 1992.
- Sind Interpretationen falsifizierbar? In: Lutz Danneberg, Friedrich Vollhardt (Hg.): Vom Umgang mit Literatur und Literaturgeschichte. Stuttgart 1992, S. 169–184.
- Strukturierte Nichtwelten. Zur Biologie der Poesie, in: Internationales Archiv für Sozialgeschichte der deutschen Literatur 18/2 (1993), S. 1–36
- Die Entstehung der Poesie, Insel Verlag, Frankfurt am Main und Leipzig 1995, ISBN 3-458-16696-3
- Literaturgeschichte, Ideengeschichte, Gesellschaftsgeschichte – und »Das Warum der Entwicklung«, in: Internationales Archiv für Sozialgeschichte der deutschen Literatur 21/2 (1996), S. 1–26
- Der Junge Goethe in seiner Zeit. Sämtliche Werke, Briefe, Tagebücher und Schriften bis 1775, 2 Bände und CD-ROM, hrsg. von Karl Eibl, Fotis Jannidis und Marianne Willems, Insel Verlag, Frankfurt am Main und Leipzig 1998, ISBN 3-458-33800-4
- Das monumentale Ich. Wege zu Goethes ›Faust‹, Insel Verlag, Frankfurt am Main und Leipzig 2000, ISBN 3-458-34363-6
- Animal poeta. Bausteine zur biologischen Kultur- und Literaturtheorie, Mentis Verlag, Paderborn 2004. ISBN 3-89785-450-3
- Kultur als Zwischenwelt: Eine evolutionsbiologische Perspektive. Frankfurt 2009